# Federico Boschi
Federico Boschi (Parma, 24 agosto 1987) è un pallavolista italiano.
Gioca nel ruolo di palleggiatore nel Volley Parella Torino.

## Carriera
Cresciuto nel vivaio pallavolistico di Parma e Piacenza, con varie esperienze nei campionati di Serie C e B1, esordisce nella massima serie nella stagione 2008-09 come terzo palleggiatore alle spalle di Marco Meoni e Dante Boninfante. Titolare in Serie B2 fino al 2009-10, entra ufficialmente nella rosa della Pallavolo Piacenza nel campionato 2010-11, come secondo palleggiatore a fianco di Javier González.
Terminata questa esperienza va a giocare nella terza serie nazionale, vestendo le maglie di Pallavolo Olbia, Pallavolo Trapani e Volley Parella Torino.